# Флоран Малуда
Флора́н Жоа́н Малуда́ (фр. Florent Johan Malouda, нар. 13 червня 1980) — колишній французький футболіст гвіанського походження, півзахисник.
Народився 13 червня 1980 року в Каєні (Французька Гвіана). Ріст 184 см, вага 73 кг.
Амплуа: лівий вінгер (півзахисник).
Виступав, зокрема, за ліонський «Олімпік», лондонський «Челсі».
Флоран відіграв за збірну Франції 80 матчів, у яких забив 9 голів. 2017 року 37-річний гравець був заявлений для участі у тогорічному Золотому кубку КОНКАКАФ за Збірну Французької Гвіани, але його вихід на поле призвів до технічної поразки гвіанської збірної, бо Малуда вже був заграний за Францію.

## Трофеї і досягнення

### Клубні
Ліон
- Чемпіон Франції (4): 2003–04, 2004–05, 2005–06, 2006–07
- Володар Суперкубка Франції (3): 2003, 2004, 2005

Челсі
- Прем'єр-ліга (1): 2009–10
- Кубок Англії з футболу (3): 2008–09, 2009–10, 2011–12
- Суперкубок Англії з футболу (1): 2009
- Ліга чемпіонів УЄФА (1): 2011–12
- Ліга Європи УЄФА (1): 2012–13

### Персональні
- Гравець місяця англійської Прем'єр-ліги: Березень 2010
- Гравець року Челсі: 2009–10

### Збірна
- Віце-чемпіон світу: 2006